# Acmon (Pleuron)
Pour les articles homonymes, voir Acmon.

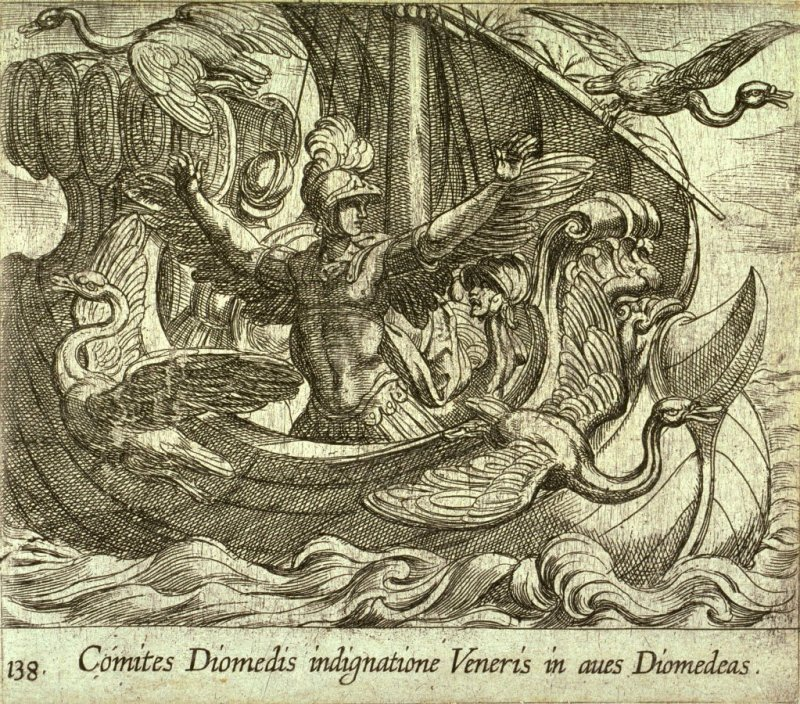
Gravure d'Antonio Tempesta pour le livre XIV des Métamorphoses d'Ovide, XVIIe siècle

Dans la mythologie grecque, Acmon (en grec ancien Ἄκμων / Akmôn), originaire de la cité de Pleuron (en Étolie), est un compagnon de Diomède.
Il n'est cité que par Ovide dans ses Métamorphoses : Diomède, en proie à l'hostilité d'Aphrodite après sa conduite impie lors du sac de Troie, est contraint de s'exiler en Apulie avec ses hommes. Ceux-ci sont découragés et l'un d'eux, Acmon, ose braver la déesse :

« (…) Vénus peut bien m'entendre et, ce qu'elle fait d'ailleurs,

qu'elle haïsse tous les hommes de Diomède ; pourtant, tous,

nous méprisons sa haine et notre pouvoir s'en trouve grandi. »

Diomède et ses hommes condamnent ces paroles mais il est trop tard : la déesse change Acmon et la plupart des siens en un oiseau semblable à un cygne.